# Ulrich Winkler (Theologe)
Ulrich Winkler (* 4. März 1961 in Gallneukirchen, Oberösterreich; † 27. Jänner 2021 in Traunstein) war ein österreichischer Theologe und Religionswissenschaftler.

## Leben
Ulrich Winkler war Internatsschüler des Bischöflichen Gymnasiums Kollegium Petrinum im Linzer Stadtteil Urfahr. Nach seiner Matura 1980 studierte er Fachtheologie an der Philosophisch-Theologischen Hochschule in Linz (1980–1982) und Theologie im Theologischen Studienjahr Jerusalem (1982–1983). Sein Studium Fachtheologie und Religionspädagogik beendete er 1987 an der Katholisch-Theologischen Fakultät der Universität Salzburg mit Gaststudien in Tübingen und München. Er war von 1988 bis 2001 Lehrbeauftragter an der Universität Salzburg, unter anderem Assistent am Institut für Dogmatik der Universität Salzburg bei Gottfried Bachl (1988–1992). 1995 wurde er an der Universität Salzburg mit einer Dissertation im Fachgebiet Dogmatik zum Doktor der Theologie (summa cum laude) promoviert. 2001 wurde er zum Assistenzprofessor ernannt und übernahm die Leitung des Universitätslehrgangs „Spirituelle Theologie im interreligiösen Prozess“. 2010 habilitierte er sich und erhielt die venia legendi für Dogmatik.
2010 erfolgte die Ernennung zum außerordentlichen Professor an der Salzburger Universität im Fachbereich Systematische Theologie und er wurde Mitbegründer des Zentrum Theologie Interkulturell und Studium der Religionen. 2012/13 war er Visiting Scholar am Center for the Study of World Religions (CSWR) der Harvard University. Von 2016 bis 2019 hatte er den Laurentius Klein Lehrstuhl für Biblische und Ökumenische Theologie am Theologischen Studienjahr in der Dormitio-Abtei in Jerusalem inne und war deren Studiendekan. Ab 2020 lehrte er wieder an der Universität Salzburg.
Ulrich Winkler engagierte sich in zahlreichen Gremien und wissenschaftlichen Gesellschaften wie der Österreichischen Gesellschaft für Religionsphilosophie (ÖGRph), der Görresgesellschaft zur Pflege der Wissenschaft (Beirat seit 2006), als Mitglied der European Society for Intercultural Theology and Interreligious Studies (ESITIS; ab 2007), Board member (2009), Vice-President (2013), President (2015–2017).
Winklers Schwerpunkte waren die Religionstheologie, Israeltheologie, komparative Theologie und postkoloniale Theologie. Er war Herausgeber der Salzburger Theologischen Zeitschrift.
Winkler lebte mit seiner Familie mit zwei Kindern in Traunstein. Er starb nach langer Krankheit Ende Januar 2021 im Alter von 59 Jahren. Seine Urne wurde am Traunsteiner Waldfriedhof beigesetzt.

## Schriften (Auswahl)
- Vom Wert der Welt. Ein Beitrag zu einer ökologischen Schöpfungstheologie, 2 Bde. (Diss.)
- Le Saux, Henri (Swami Abhishiktānanda), Innere Erfahrung und Offenbarung. Theologische Aufsätze zur Begegnung von Hinduismus und Christentum. Mit einer Einführung von Jacques Dupuis, hg. von Christian Hackbarth-Johnson, Bettina Bäumer und Ulrich Winkler, 2005 (Salzburger Theologische Studien interkulturell 2)
- Wege der Religionstheologie. Von der Erwählung zur Komparativen Theologie. Tyrolia, Innsbruck 2013
- Von Gotteskindern, Heiden und Teufelskindern. Religionstheologie versus Israeltheologie - ein neuer Diskurs des Vergessens? In Gerhard Langer, Gregor Maria Hoff (Hrsg.): Der Ort des Jüdischen in der christlichen Theologie. Vandenhoeck & Ruprecht, Göttingen 2009, ISBN 978-3-64769-103-9, S. 220–263.( auf sbg.ac.at)
- Für eine pneumatologische Religionstheologie. Salzburger Theologische Zeitschrift (SaThZ) 11 (2007), S. 175–200 ( auf sbg.ac.at)